# Vernieuwd Gents Volkstoneel
Het Vernieuwd Gents Volkstoneel is een Vlaams theatergezelschap, opgericht in 2003 door acteur Bob De Moor in Gent. De voorstellingen van het gezelschap worden meestal gespeeld in het Gents.
De eerste voorstelling was de monoloog ‘De laatste hongerkunstenaar’ geschreven Jo Van Damme. De hoofdrol werd gespeeld door Bob De Moor. De première had plaats tijdens de Gentse Feesten in de Minardschouwburg in 2003.
Tijdens de Gentse Feesten in 2004 ging de nieuwe creatie in première in de Minardschouwburg: ‘De vlaamse reus’ eveneens geschreven door Jo Van Damme en met liedjes van Filip Vanluchene. Daarin werd het fictieve verhaal verteld van toenmalig premier Guy Verhofstadt die ten gevolge van een spijtig verkeersongeluk moest geopereerd worden. Zijn ruggengraat diende met zestig centimeter ingekort te worden waardoor hij in het ziekbed ontwaakte “nog kleiner dan Vera Dua”. Deze voorstelling met acteurs Bob De Moor, Wim Van der Grijn, Lies Martens, Jurgen Delnaet en accordeonist Bernard Van Lent.
Tijdens de Gentse Feesten in 2005 werd in het kader van het Romain Deconinck-jaar een opdracht gegeven door de stad Gent en de provincie Oost-Vlaanderen aan Jo Van Damme en Filip Vanluchene om een toepasselijk stuk te schrijven. In ‘De truuken van de foor’ zagen we hoe de plannen om een nieuwe concertzaal in Gent te bouwen verijdeld werden door twee inbrekers. Dirk Buyse, Tania Van der Sanden en Bob De Moor speelden de rollen, de productie werd gecoproduceerd door Theater Malpertuis en de Minardschouwburg.
In 2007 speelde het gezelschap voor het eerst in theater Arca tijdens de Gentse Feesten. ‘De jongens’, een tekst van Jo Van Damme, vertelt de historie van twee broers die elkaar na jarenlange onenigheid weerzien bij de notaris om over de erfenis van hun overleden moeder te spreken.
In 2008 schreef Jo Van Damme een vervolg op ‘De jongens’: ‘De ondernemers’. Naast Daan Hugaert en Bob De Moor speelde Mieke Bouve de derde hoofdrol. Samen speelden ze twaalf voorstellingen in de Minardschouwburg tijdens de Gentse Feesten.
In 2011 volgde nog een derde deel: ‘De Mannen’. Met als gastacteur Chris Van den Durpel. Deze drie stukken vormden samen zo de trilogie ‘de Soprano’s van Ledeberg’, waarvan alle stukken doorheen Vlaanderen een uitgebreide tournee hadden.
In 2009 werd ‘Uniroyal’ geprogrammeerd, waarin het verhaal werd gedaan van een familiale bandencentrale. De acteurs in het stuk waren Daan Hugaert, Mieke Bouve, Jurgen Delnaet en Barbara Sarafian. Bob De Moor regisseerde. Het stuk ging in première tijdens de Gentse Feesten in 2009 in theater Arca.
Drie theaterteksten die auteur Jo Van Damme schreef, zijn verschenen als boek bij uitgeverij Vrijdag.